# Хантер, Уильям (ботаник)
Уильям Хантер (англ. William Hunter, 1755—1812) — шотландский ботаник и хирург.

## Биография
Уильям Хантер родился в 1755 году в Ангусе.
В 1777 году в Абердине он получил степень магистра искусств, а в 1808 году — доктора медицины. Хантер был военно-морским хирургом в Азии. В 1811 году он руководил медицинской службой Явы.
Уильям Хантер умер в 1812 году в Джакарте.

## Научная деятельность
Уильям Хантер специализировался на папоротниковидных и на семенных растениях.

## Почести
Род растений Hunteria семейства Кутровые был назван в его честь.